# Ilijas Mašnić
Ilijaš Masnić, né le 21 octobre 1957, à Sarajevo, en république fédérative socialiste de Yougoslavie, est un ancien joueur de basket-ball bosnien.